# テストステロン-17β-デヒドロゲナーゼ (NADP+)
テストステロン-17β-デヒドロゲナーゼ (NADP+)（testosterone 17-beta-dehydrogenase (NADP+)）は、アンドロゲンおよびエストロゲンの代謝酵素の一つで、次の化学反応を触媒する酸化還元酵素である。
テストステロン + NADP+ {\displaystyle \rightleftharpoons } アンドロスタ-4-エン-3,17-ジオン + NADPH + H+
反応式の通り、この酵素の基質はテストステロンとNADP+、生成物はアンドロスタ-4-エン-3,17-ジオンとNADPHとH+である。
組織名は17β-hydroxysteroid:NADP+ 17-oxidoreductaseで、別名に17-ketoreductase, NADP-dependent testosterone-17β-oxidoreductase, testosterone 17β-dehydrogenase (NADP)がある。